# Cogad Gáedel re Gallaib
Cogad Gáedel re Gallaib [La guerra de los irlandeses contra los extranjeros] es un texto medieval que relata las acometidas de los vikingos y su carácter depredador durante la conquista de Irlanda y la ofensiva del Gran Rey de Irlanda en su guerra contra ellos, con el inicio de la batalla de Sulcoit en 967 y culminando con la batalla de Clontarf en 1014, y la muerte de Brian Boru, aunque sus fuerzas obtuvieron la victoria. La crónica compara al rey Brian con el emperador romano Augusto y Alejandro Magno y fue escrita a principios del siglo XII, por lo menos cien años posteriores a los acontecimientos que detalla.
Según las pistas que ofrece la crónica y la naturaleza de las alusiones hacia el bisnieto de Brian Boru, Muirchertach Ua Briain (m. 1119), se ha sugerido que la obra fue escrita entre 1103 y 1111.
Actualmente se conocen tres versiones del texto Cogad Gáedel re Gallaib:
- el libro de Leinster, ca. 1160;
- un manuscrito de Dublín, del siglo XIV;
- un manuscrito de Bruselas, de 1635.

## Brian Boru y los vikingos
El autor se esfuerza en describir y resaltar el contraste entre el rey irlandés y los extranjeros con quienes mantiene una guerra. A Brian y sus seguidores se les muestra como virtuosos y valientes, a menudo haciendo énfasis de su cristianismo y piedad:

Pero en el otro lado de esa batalla estaban bravos, valientes campeones; militarmente, disciplinados, activos, ágiles, audaces, llenos de valor, rápidos, haciendo grandes hazañas, pomposos, bellos, agresivos, calientes, fuertes, orgullosos, brillantes, frescos, incansables, terribles, valientes, héroes  victoriosos y caudillos, y campeones, y valientes soldados, los hombres de magnas obras, y honor, y fama de Erinn…
But on the other side of that battle were brave, valiant champions; soldierly, active, nimble, bold, full of courage, quick, doing great deeds, pompous, beautiful, aggressive, hot, strong, swelling, bright, fresh, never weary, terrible, valiant, victorious heroes and chieftains, and champions, and brave soldiers, the men of high deeds, and honour, and renown of Erinn...

El texto compara al rey y sus Dál gCais con Augusto y Alejandro Magno, incluso sugiere que el hijo de Brian Boru, Murchadh «era metafóricamente como el Héctor de todos los victoriosos Erinn, en religión, en valor, como campeones, en generosidad, y en magnificencia». El texto se sustenta sobre todo en figuras mitológicas y bíblicas, resaltando atributos de Hércules y Sansón a Murchadh.
En contraste con los elogios otorgados a los Dál Cais, el texto describe a los vikingos con vehemencia y condena, aunque en términos no menos hiperbólicos:

Ahora, en un lado de esa batalla estaban los gritos, el odio, el poder, la guerra, valientes, activos, fieros, peligrosos, ágiles, violentos, furiosos, sin escrúpulos, indomables, inexorables, inestables, crueles, bárbaros, terribles, fuertes, listos, enormes, preparados, astutos, guerreros, venenosos, asesinos, hostiles daneses; oscuros, Danamarkianos de duro corazón, hoscos, piratas, paganos, irrespetuosos, sin veneración, sin honor, sin misericordia, para Dios o para el hombre.
Now on the one side of that battle were the shouting, hateful, powerful, wrestling, valiant, active, fierce-moving, dangerous, nimble, violent, furious, unscrupulous, untamable, inexorable, unsteady, cruel, barbarous, frightful, sharp, ready, huge, prepared, cunning, warlike, poisonous, murderous, hostile Danars; bold, hard-hearted Danmarkians, surly, piratical foreigners, blue-green, pagan; without reverence, without veneration, without honour, without mercy, for God or for man.

El texto censura elevar al mismo nivel los extranjeros y Brian, marcando amplias distancias morales y religiosas entre ambas facciones. Parece que el principal propósito de la crónica es elogiar a Brian Boru y por lo tanto demostrar con los registros que la dinastía Dál gCais merece la corona de Irlanda en un turbulento periodo donde los Ua Briain competían por el título de Gran Rey de Irlanda, que los Dál Cais pretendían conservar a toda costa.
Existen algunas similitudes con la islandesa saga de Njál, compuesta hacia 1280. En 1954 el historiador Einar Olafur Sveinsson postuló la incorporación a la saga de Njál de la temprana Saga Brjáns del siglo XII (hoy perdida). La relación entre ambos escritos todavía es un motivo de debate y todas las fuentes islandesas escritas son considerablemente más tardías que la crónica Cogad.
El cronista de Cogad Gáedel re Gallaib dibuja un perfil vikingo de bárbaros y sugiere que los dublineses son como sus ancestros. De hecho, pudo ser un intento de «poner a los dublineses en su sitio». Los historiadores modernos consideran que Cogad Gáedel re Gallaib es una obra maestra de «brillante propaganda» escrita de «forma explosiva y lleno de hipérbolas patrióticas». No obstante, aunque la crónica se considera una valiosa fuente de información sobre la era vikinga en Irlanda, su fiabilidad sigue discutida.

## Estructura y personajes principales
La narrativa de Cogad se inicia con la llegada del tirano Ivar de Limerick, tras una larga introducción, la primera parte de la crónica, compuesta principalmente por material procedente de otras fuentes que no han sobrevivido hasta hoy. 
La sección sobre Munster comprende la cuarta parte de la obra y los personajes principales son:
- Ivar de Limerick
- Mathgamain mac Cennétig
- Brian Boru
- Máel Muad mac Brain, derrotado y muerto en la batalla de Belach Lechta
- Donnubán mac Cathail, derrotado en la batalla de Cathair Cuan